# 李玉嬋
李玉嬋（1965年2月26日—），臺灣新竹市人，中華民國政治人物、教師、心理師、中國國民黨黨員。國立臺灣師範大學教育心理與輔導碩士及博士畢業，曾任國立臺北護理健康大學教授及院長、臺灣諮商心理學會理事長、臺北市諮商心理師公會理事長。

## 個人背景
李玉嬋出生於台灣新竹市，求學時期於台灣師範大學攻讀教育心理與輔導專業，並於該校取得碩士及博士學位；她從大三開始擔任「張老師」及晚晴協會志工，期間經歷約七年時間，輔導超過1000件以上個案。她擁有諮商心理師、心理諮商督導、醫療諮商心理、病情告知溝通技巧訓練師等多項專業證照；學術專長為醫療健康諮商心理治療、癌症腫瘤心理諮商及死亡喪親悲傷輔導等。畢業後選擇投入諮商心理及教育工作，於台北護理健康大學擔任教授、學務長、輔導中心主任、生死教育輔導研究所所長及人類發展與健康學院院長等職務；她在工作之餘亦兼任台灣圓緣慈善推廣協會、台灣諮商心理學會及台北市諮商心理師公會等3所機構理事長。

## 政治參與
2019年11月，國民黨公布2020年第10屆全國不分區立法委員提名名單，李玉嬋被排入不分區第7名安全名單內；
後經中常會再次確認並調整名單，最終她的排名被往後挪至第19名。選舉結果政黨得票數472萬3504票、得票率33.36%，分配到13席不分區席次，李玉嬋未能當選該屆立法委員。
2023年12月，再次入選國民黨2024不分區立法委員名單第16名，成為國民黨立委候選人。

## 選舉紀錄
| 年度 | 選舉屆數             | 選舉區                                 | 所屬政黨   | 得票數    | 得票率 | 當選標記 | 備註 |
| ---- | -------------------- | -------------------------------------- | ---------- | --------- | ------ | -------- | ---- |
| 2020 | 第十屆立法委員選舉   | 全國不分區及僑居國外國民立法委員選舉區 | 中國國民黨 | 4,723,504 | 33.36% |          |      |
| 2024 | 第十一屆立法委員選舉 | 全國不分區及僑居國外國民立法委員選舉區 | 中國國民黨 | 4,764,576 | 34.58% |          |      |